# Хезарфен Ахмед-челебі
Хезарфен Ахмед-челебі (тур. Hezârfen Ahmed Çelebi; бл. 1609—1640) — легендарний турецький винахідник та льотчик зі Стамбула. За повідомленнями мандрівника Евлії-челебі, у 1632 році Ахмед здійснив політ над Босфором на саморобних крилах.

## Життєпис

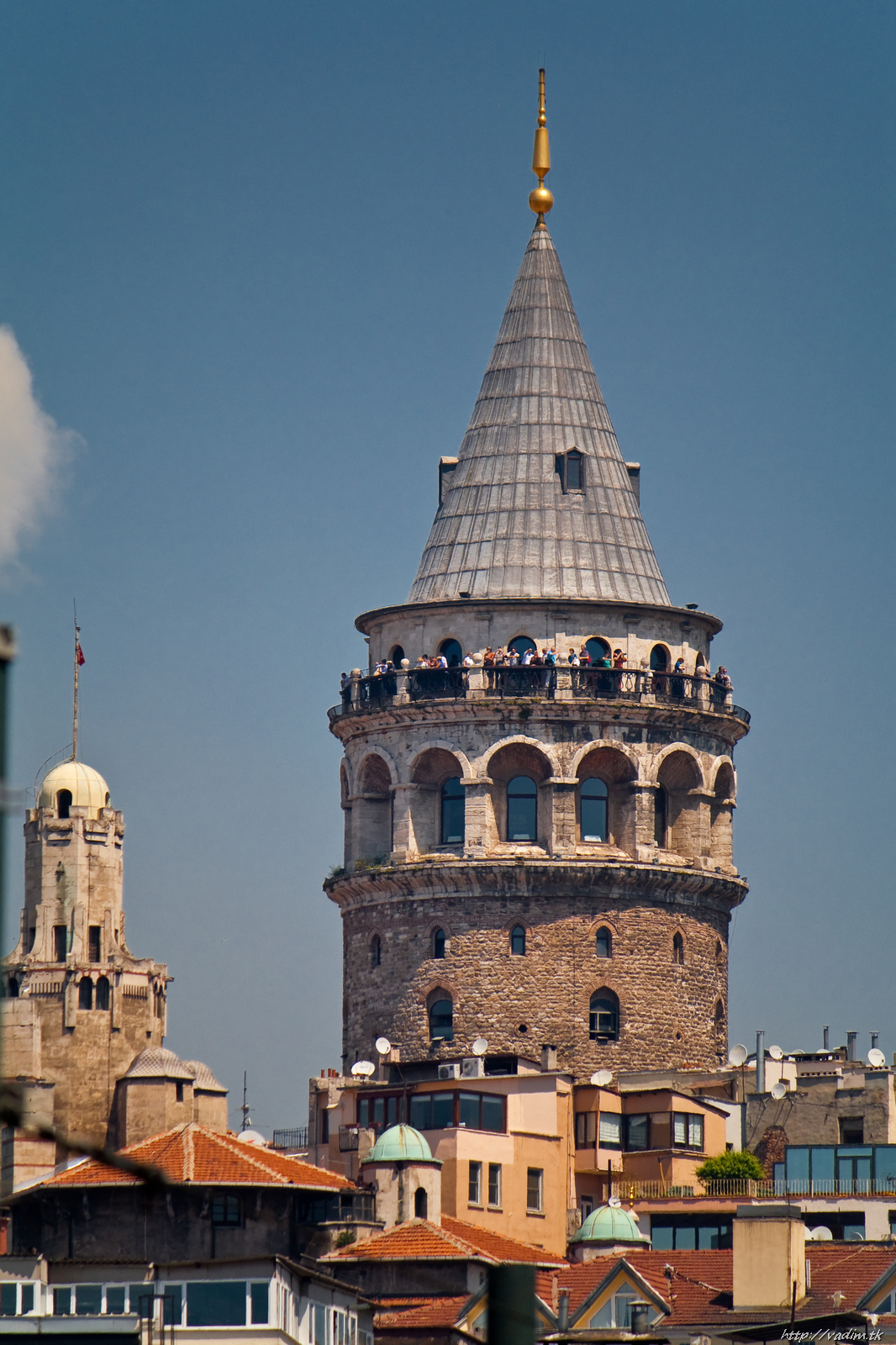
Галатська вежа, з якої злетів Хезарфен Ахмед-челебі

Прізвисько «Хезарфен» (у перекладі — «тисяча знань») Ахмед-челебі дістав від мандрівника Евлії-челебі, у хроніках якого містяться єдині згадки про винахідника.

Шлях польоту Хезарфена Ахмеда-челебі

Ахмед-челебі, натхнений спостереженнями за польотами птахів, створив власні крила. Він 8 разів пробував літати, а 1632 року наважився скочити з 55-метрової Галатської вежі. За польотом винахідника спостерігала вся столиця Османської імперії. На крилах Хезарфен перелетів протоку Босфор та неушкодженим приземлився на одній з площ Ускюдару — азійського району Стамбула.
Султан Мурад IV нагородив винахідника на особистому прийомі. Проте вже згодом султан вирішив, що буде небезпечно залишати такого сміливця у столиці. Тому Мурад відправив Ахмеда-челебі у Алжир, де той помер у 1640 році у віці 31 року.

## У мистецтві
- У серіалі «Величне століття. Імперія Кесем» роль Хезарфена Ахмеда-челебі зіграв актор Усхан Чакир.
- У турецькому художньому фільмі «Стамбул під моїми крилами» 1996 року розповідається про життя Хезарфена Ахмеда-челебі та його брата, Лагарі Хасана-челебі.